# Синьочел момот
Синьочелият момот (Momotus momota) е вид птица от семейство Momotidae.

## Разпространение
Видът е разпространен в Аржентина, Боливия, Бразилия, Колумбия, Еквадор, Френска Гвиана, Гвиана, Парагвай, Перу, Суринам и Венецуела.